# Argun (dopływ Amuru)
Argun (ros. Аргунь, Arguń, chiń. upr. 额尔古纳河; pinyin É’ěrgǔnà Hé; w górnym biegu znana też pod nazwą Hailar, chiń. upr. 海拉尔河; pinyin Hǎilā’ěr Hé) – rzeka w Chinach i Rosji. Po połączeniu z rzeką Szyłką tworzy Amur.
Wypływa z Wielkiego Chinganu w prowincji Heilongjiang i płynie na zachód, by następnie skręcić na północny wschód (ten odcinek stanowi granicę chińsko-rosyjską), by po połączeniu się z Szyłką stworzyć Amur. Górny bieg Argunu nosi nazwę Hailar, podobnie jak największe miasto nad rzeką.
Długość rzeki wynosi, według różnych źródeł 1530 km - 1570 km, powierzchnia dorzecza - ok. 260 tys. km². Większość dopływów jest prawostronna. Ze względu na bliskość gór, zwężających dolinę i powodujących silne bystrza, częste skały i progi wodne, żegluga jest utrudniona, mimo lokalnie znacznej szerokości (ok. 210–300 m na odcinku granicznym) i głębokości (do 8 m). Regularna żegluga funkcjonuje tylko na ostatnich 50 km biegu, natomiast spław drewna - na całej rzece.
Dolina żyzna, uprawia się w niej buraki, kukurydzę i inne zboża; obfituje w złoża minerałów (węgiel kamienny, srebro, ołów). Górnym biegiem doliny prowadzi linia Kolei Wschodniochińskiej.

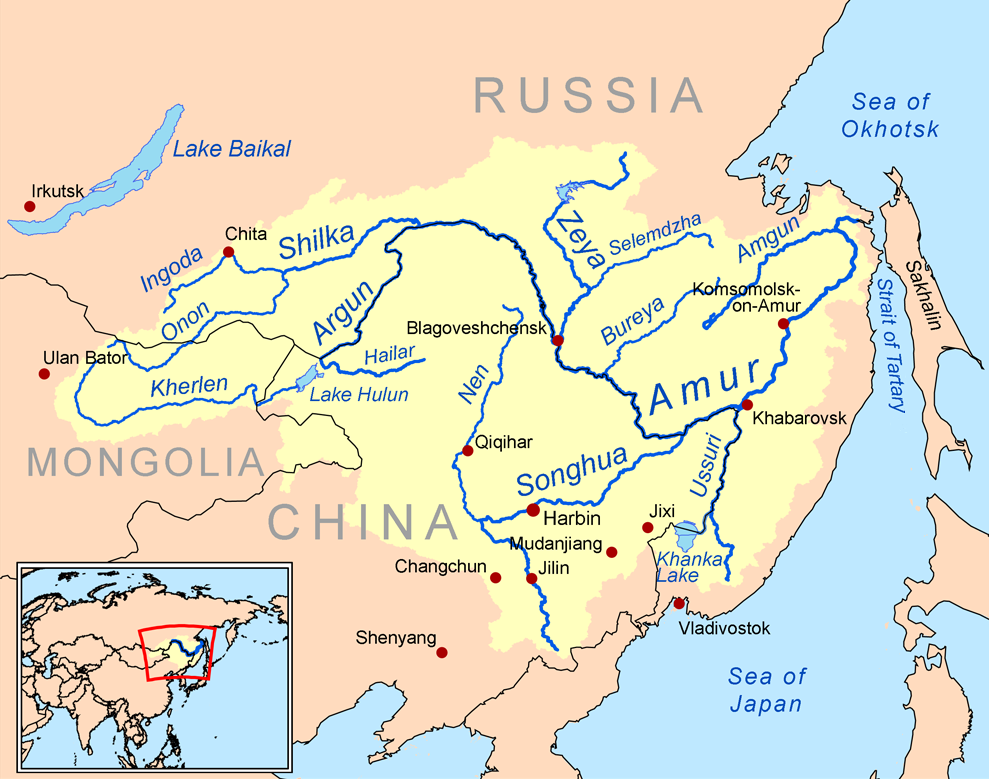
Mapa całego dorzecza Amuru